# Geisterbahnhofe
Geisterbahnhofe (ガイスターバーンホーフ)は、「ジ・エキセントリック・オペラ」の書上奈朋子と、作・編曲家の松井寛 による、音楽制作ユニット。

## バイオグラフィ
松井寛の楽曲に、書上奈朋子のヴォーカルを合わせる形で、「松井寛 feat. 書上奈朋子」名義の作品を御中レコードからリリースしていたが、音楽制作の緊密化を図るとともに、「松井寛 feat. 書上奈朋子」名義の作品を集約するため、2015年に結成された。
同グループは、2018年にグループ名を「Geisterbahnhofe」から「D49」に変更。

## ディスコグラフィ

### シングル

#### 結成前
- 「MAS30」(2015年5月1日)
- 「MAS31」(2015年10月7日)

#### 結成後
- 「Reinickendorfer S」(2016年1月22日)[1]

### アルバム
- 「D49 1st Album」 (2018年４月２９日 / 御中レコード)
- 「2nd Issue "Urban Table Tennis"」 (2019年４月28日 /御中レコード)
- 「Alternative 3」(2020年3月1日/御中レコード)